# Aníbal Muñoz Duque
Aníbal Muñoz Duque, kolumbijski rimskokatoliški duhovnik, škof in kardinal, * 3. oktober 1908, Santa Rosa de Osos, † 15. januar 1987, Bogota, Kolumbija.

## Življenjepis
19. novembra 1933 je prejel duhovniško posvečenje.
8. aprila 1951 je bil imenovan za škofa Socorra y San Gila in 27. maja istega leta je prejel škofovsko posvečenje.
18. decembra 1952 je bil imenovan za škofa Bucaramange, 3. avgusta 1959 za nadškofa Nueve Pamplone, 30. marca 1968 za sopraviteljskega nadškofa Bogote in naslovnega nadškofa Cariane (ustoličen je bil 2. februarja 1969). 
Polni nadškof Bogote je postal 29. julija 1972; s tega položaja se je upokojil 25. junija 1984. 30. julija istega leta je bil imenovan za škofa Vojaškega ordinariata Kolumbije; s tega položaja se je upokojil 7. junija 1985.
5. marca 1973 je bil povzdignjen v kardinala in imenovan za kardinal-duhovnika S. Bartolomeo all'Isola.